# おてんばルル
『おてんばルル』（フランス語: La vilaine Lulu）は、イヴ・サン＝ローランが1967年に発表した大人向けのバンド・デシネまたは絵本。また、それを原作としたテレビアニメ。

## 経緯
『おてんばルル』（原題：La vilaine Lulu）は、1956年にイヴ・サン＝ローランがクリスチャン・ディオールで働いていた20歳のときに創作された。原題にあるvilaineとは「いたずら好きな」「不快な」「みだらな」「下品な」といった意味を含む形容詞である。
フランソワーズ・サガンのすすめで、1967年にフランスのクロード・チュー（Claude Tchou）出版社から出版された。
その後は長く絶版となっていたが、2002年にパリのセレクトショップ「コレット」（Colette）が部数限定で発売したところ人気となり、2003年に正式に復刻された。日本語版は2006年に東野純子の翻訳で河出書房新社から出版された。
2009年、日本のソニー・ミュージックエンタテインメントによりアニメ化され、4月から東京メトロポリタンテレビ（MXテレビ）で放送された。
2011年10月に東京日仏学院ラ・ブラスリーで「おてんばルル イヴ・サンローランのイラスト展」が開催された。

## 書誌情報
- フランス語
  - 『La vilaine Lulu』、Tchou、1967年
  - 『La vilaine Lulu』、Tchou、2003年、ISBN 271070708X
  - 『La vilaine Lulu』、La Martinière、2010年、ISBN 978-2732441672
- 日本語
  - 『おてんばルル』、東野純子訳、河出書房新社、2006年、ISBN 4309268587
  - 『おてんばルル』（ソフトカバー版）、東野純子訳、河出書房新社、2009年、ISBN 4309271049
  - 『おてんばルル』（新装版）、東野純子訳、河出書房新社、2023年、ISBN 978-4309257280
- 韓国語
  - 『발칙한 루루』、이다미디어（IDA MEDIA）、2007年、ISBN 8988350677

## アニメ
おてんばルルとあだ名される奔放な女性の生活と、彼女が起こす騒動の数々を描いた作品。2009年4月4日から東京メトロポリタンテレビジョンで毎週土曜日の23時22分から放映されたショートアニメで、6月まで全部で13話が放送された。マックス・ワイントラウブによりFlashアニメーションとして制作された。
ソニー・ミュージックエンタテインメントが2009年4月よりTOKYO MX、テレビ神奈川でスタートさせたテレビプロジェクト『E!TV』のうちの一番組であり前の番組にあたる「うたたね」も「E!TV」に含まれているため実質2部構成の第2部の番組になっており、番組接続もステブレレスとなっている。

### 登場人物
ルル
帽子をかぶり、黒いセーターに赤いスカートをはいた黒髪の女性。奔放な性格で、おてんばルルとあだ名されている。
東京メトロポリタンテレビジョンで放送されたCMには飲酒・喫煙するシーンや、花を踏みつけるシーンが見受けられた。（なお、このCMは番組の公式サイトでも見られた）
女中
女中とあるが、本当は女中ではなくルルの家庭教師。ルルの言動にうんざりしている。
白いネズミ
ルルの"ネズミ"。時々わんわんと吠える。
パパ
作者のイヴ・サン＝ローラン本人。彼がルルの暮らしを記し描いたという設定。

### スタッフ
- アニメーション : マックス・ワイントラウブ
- 音楽 : 木原健太郎
- ナレーター : ジリ・ヴァンソン

### 声の出演
- ルル : ソリータ
- 女中その他 : コリーヌ・カンタン

### サブタイトル
1. 自分が好き、少し、とっても、熱烈に、夢中になるくらいに!
2. イースターエッグ物語
3. むずかしい選択
4. 合唱と舞踏の女神"テレプシコーレ"への熱いオマージュ
5. 美しい愛の物語
6. おてんばルルの休日
7. テレルル
8. ウェスタン・ルル
9. おてんばルルの時代
10. シュミュックとプリュック
11. ぐびぐびよ、こんにちは Part1
12. ぐびぐびよ、こんにちは Part2
13. 花物語